# Lengua egipcia arcaica
La lengua egipcia arcaica o egipcio arcaico es el período cronológico en el que los estudiosos dividen las lenguas egipcias habladas durante el Período Arcaico de Egipto que duraría hasta aproximadamente el 2600 a. C.
Las primeras inscripciones conocidas en egipcio arcaico datan de aproximadamente 3400 a. C. y son anteriores a inscripciones sumerias, que se fecharían alrededor del 3000 a. C.
Serían los primeros textos jeroglíficos egipcios conocidos. No existe evidencia directa de la lengua en el periodo predinástico temprano.